# Oncholaimellus labiatus
Oncholaimellus labiatus är en rundmaskart som först beskrevs av Hans August Kreis 1932.  Oncholaimellus labiatus ingår i släktet Oncholaimellus och familjen Oncholaimidae. Inga underarter finns listade i Catalogue of Life.